# Ministerio de Justicia (Portugal)
El Ministerio de Justicia (MJ, en portugués: Ministério da Justiça) es un departamento del Gobierno de Portugal, responsable de la gestión de los asuntos referentes al sistema judicial portugués. Al contrario que la mayoría de los demás departamentos gubernamentales, el poder ejecutivo del ministerio es limitado debido a la independencia del Poder Judicial. El Ministerio de la Justicia se limita, en la mayoría de los casos a dar apoyo administrativo, legislativo y financiero al sistema judicial, siendo la ejecución de las actividades operacionales de sus organismos responsabilidad del poder judicial. Un ejemplo claro de esto es la Policía Judicial, dependiente en términos administrativos, financieros y organizativos del Ministerio de Justicia, pero cuya actividad operacional es ejecutada bajo la dirección y coordinación del Ministerio Público.

## Organización
El Ministerio de Justicia incluye los siguientes departamentos y organismos:
- Gabinete de la ministra de la Justicia[1]
- Gabinete de la secretaria de Estado adjunta y de Justicia[2]
- Gabinete de la secretaria de Estado de Justicia[3]
- Secretaría General del Ministerio de Justicia[4]
- Inspección General de los Servicios de Justicia[5]
- Dirección General de la Política de Justicia[6]
- Dirección General de la Administración de Justicia[7]
- Dirección General de Reinserción y Servicios Carcelarios[8][9]
- Policía Judicial[10]
- Instituto de Gestión Financiera y Equipamientos de la Justicia[11]
- Instituto de Registros y del Notariado[12]
- Instituto Nacional de Medicina Legal y Ciencias Forenses[13]
- Instituto Nacional de Propiedad Industrial[14]
- Centro de Estudios Judiciales[15]
- Comisión de Protección a las Víctimas de Delitos[16]
- Comisión de Programas Especiales de Seguridad[17]
- Comisión de Apreciación y Control de la Actividad de los Administradores de Insolvencia[18]
- Consejo Consultivo de Justicia[19]

## Historia
Hasta 1821 los asuntos referentes a la justicia eran administrados por la Secretaría de Estado de Asuntos Internos del Reino.
Con la llegada del liberalismo, en 1821 fue creada la Secretaría de Estado de Asuntos Eclesiásticos y Justicia (SENEJ en sus siglas en portugués). Dado que no existía aún separación entre la Iglesia y el Estado, además de la Justicia, una parte importante de la actividad de esta Secretaría era la administración de los asuntos eclesiásticos. La SENEJ estaba dividida en tres departamentos (Asuntos Eclesiásticos, Justicia y Seguridad Pública). De esta época, destacan los secretarios Mouzinho de la Silveira, Joaquim António de Aguiar y el vizconde de Seabra. A partir de finales del siglo XIX, aunque su denominación oficial no haya sido alterada, pasó a ser conocida como Ministerio de Asuntos Eclesiásticos y Justicia.
Con la implantación del régimen republicano, en 1910, y como consecuencia de la separación entre la Iglesia y el Estado, la SENEJ fue sustituida por el Ministerio de Justicia y Cultos, con competencia en los asuntos relativos a la justicia y en la regulación de los cultos. En el periodo de la Primera República el titular más conocido titular de la cartera de Justicia fue Afonso Costa y, entre los logros más importantes de este periodo, se encuentra la creación del Registro Civil (1914), la creación del Archivo de Identificación (1918) y la emisión de los primeros carnés de identidad obligatorios para la función pública (1919) y la creación del distrito judicial de Coímbra.
Los años de la dictadura militar (1926-1933) el Ministerio mantuvo la misma denominación. Se procedió a la institucionalización del Colegio de Abogados (1926), a la integración de la Policía de Investigación Criminal (1927) en el organigrama ministerial, a la promulgación del estatuto judicial (1927-1928), a la reforma del mapa judicial y a las codificaciones en el ámbito del registro civil y del proceso penal (1929).
Con el Estado Nuevo el Ministerio deja de tener cualquier competencia en asuntos religiosos, pasando a dedicarse solo a los asuntos judiciales, cambiando su nombre a Ministerio de Justicia. Destacan algunos proyectos desarrollados en la primera mitad del régimen: la implantación de la nueva red de establecimientos carcelarios, la concretización de las brigadas de trabajo de los presos, la creación de proyectos para los palacios de justicia y las casas para magistrados, la creación de los tribunales de ejecución de las penas y de los tribunales plenarios criminales de Lisboa y Oporto, la reconversión de la Policía de Investigación Criminal en Policía Judicial, la implementación de las medidas de seguridad, la apertura de la Colonia Penal del Tarrafal (1945-1954), la introducción de diversos ajustes en la estructura del estatuto judicial (1944) y sustanciales alteraciones al Código Penal, la aprobación del Código de Proceso Civil, en 1961, y del Código Civil, en 1966.
De los primeros años del periodo democrático destacan la integración en el sistema judicial de los tribunales administrativos y fiscales y los tribunales del trabajo. Entre 1974 y 1976 el Ministerio de la Justicia cerró la cárcel del Limoeiro (Lisboa) y la de Oporto y abrió las puertas a la feminización de las magistraturas. Se sucedieron iniciativas legislativas de gran calado como la actualización del Código Civil (1977), de la legislación penal, con la aprobación de un nuevo Código Penal (1982), y del proceso penal, con la aprobación de un nuevo Código de Proceso Penal (1987).
En 2001, el Ministerio de la Justicia sufrió una profunda reforma en la organización de sus servicios, concibiéndose, por primera vez, como el departamento gubernamental «responsable de la concepción, conducción, ejecución y evaluación de la política de justicia». 
Para tal efecto, la nueva Ley Orgánica mantuvo los servicios clásicos existentes como la administración de la justicia, el sistema carcelario, lo esencial de la red de centros educativos de menores, la medicina legal, los registros y notariado, la policía judicial y la gestión de infraestructuras y equipamientos y creó el Gabinete de Política Legislativa y Planificación y el Gabinete de Relaciones Internacionales, Europeas y de Cooperación, organismos que dotaron el Ministerio de Justicia de condiciones para convertirse en el centro responsable de la política de justicia en el orden interno e internacional. 
Son también de esta época la creación de nuevos instrumentos de evaluación y responsabilidad del sistema de justicia, con la creación de la Inspección General de los Servicios de Justicia, y de descongestión del núcleo duro del sistema judicial con la creación de la Dirección General de la Administración Extrajudicial, dedicada a la dinamización de los medios de resolución alternativa de litígios. 
En 2006, el Ministerio de Justicia adaptó su organigrama a los principios definidos por el Programa de Reestructuración de la Administración Central del Estado (PRACE), profundizando y perfeccionando los resultados obtenidos en la reestructuración de 2001, introduciéndole factores de similitud orgánica transversales a toda la Administración Central del Estado. Destaca la integración del Instituto Nacional de la Propiedad Industrial, con su acervo de marcas y patentes.
En 2011, el movimiento de actualización del Ministerio de la Justicia prosiguió con la adaptación de su organigrama a las líneas generales previstas en el Programa de Reducción y Mejoría de la Administración Central (PREMAC) adoptando un modelo organizativo más reducido. Se procedió a la revisión y el ajuste de las atribuciones y competencias de todos los servicios y organismos, para potenciar su operatividad.

## Ministros
- Anexo:Ministros de Justicia de Portugal